# Torghabeh
Torghabeh (en persan : طرقبه Torqabe) est une petite ville située près de Mashhad au nord-est de l'Iran, dans la province de Khorassan-e Razavi.
Torghabeh est connue pour son climat doux pendant l'été, ce qui en fait un lieu agréable de promenade pour les habitants de Mashhad. La jeunesse et les familles y trouvent des restaurants traditionnels et des boutiques d'artisanat.
Torghabeh est aussi connue pour ses plats de kababs sheshlik et son dizi.[réf. souhaitée]